# ریکاردو استیوانلو
ریکاردو استیوانلو (انگلیسی: Riccardo Stivanello؛ زادهٔ ۲۴ آوریل ۲۰۰۴) بازیکن فوتبال است.
وی همچنین در تیم‌های ملی فوتبال زیر ۱۸ سال ایتالیا و زیر ۱۹ سال ایتالیا بازی کرده‌است.